# Cenon
Cenon – miejscowość i gmina we Francji, w regionie Nowa Akwitania, w departamencie Żyronda.
Według danych na rok 1990 gminę zamieszkiwały 21 363 osoby, a gęstość zaludnienia wynosiła 3870 osób/km² (wśród 2290 gmin Akwitanii Cenon plasuje się na 20. miejscu pod względem liczby ludności, natomiast pod względem powierzchni na miejscu 1394.).